# Steyrling (Gemeinde Klaus an der Pyhrnbahn)
Steyrling (Ausspracheⓘ) ist ein Dorf, eine Ortschaft und eine Katastralgemeinde der Gemeinde Klaus an der Pyhrnbahn im Bezirk Kirchdorf in Oberösterreich.

## Geographie
Das Dorf Steyrling liegt auf 520 m ü. A. im Tal des gleichnamigen Flusses, rund 2,5 km oberhalb dessen Mündung in die zum Klauser See aufgestaute Steyr. Zur Ortschaft gehören neben dem Dorf Steyrling die Rotten Brunnental, Gaisriegl, Höbach, Kefer, Lengau und Redtenbach, daneben zahlreiche Einzelhöfe, Jagdhütten und Almen. Die Ortschaft Steyrling hat 577 Einwohner (Stand 1. Jänner 2024) und damit mehr als der Gemeindehauptort Klaus.
Das Gebiet der Katastralgemeinde Steyrling ist 90,8 km² groß und umfasst einen Großteil des Einzugsgebiets der Steyrling. Es erstreckt sich von rund 500 bis 2185 m ü. A. (Teufelsmauer), markante Erhebungen sind außerdem die Kremsmauer (1599 m ü. A.), der Kasberg (1747 m ü. A.) und der Bergkamm, der sich vom Kleinen Priel (2136 m ü. A.) zum Zwillingkogel (2184 m ü. A.) erstreckt.

## Geschichte
Das Steyrlingtal wurde relativ spät besiedelt, lange Zeit diente es als herrschaftliches Jagdgebiet. Erst aus der zweiten Hälfte des 13. Jahrhunderts ist eine Rodung bekannt. Das Gebiet wurde zunächst wirtschaftlich genutzt, es wurden Kohlenmeiler, um 1480 Bleibergwerke in der Kaltau am südlichen Abhang der Kremsmauer und zu Beginn des 17. Jahrhunderts eine Glashütte am Zösenbach errichtet. Das heutige Dorf Steyrling entwickelte sich um die Sensenschmieden „Am Hirschenstein“, „Am Grünanger“ und „An der Schleifen“ am Traglbach, die um 1580 erstmals erwähnt wurden. Im 19. Jahrhundert gründete hier der Steyrlinger Erfinder Franz Redtenbacher die k. k. priv. und conc. Erste oberösterr. Sprengmittel - Fabrik und erzeugte zivile Sicherheitssprengmittel für Steinbrüche und Bergwerke. Gegen Ende des 18. Jahrhunderts hatte Steyrling bereits rund 600 Einwohner. Um 1765 wurde die erste Schule errichtet. 1854 wurde der Grundstein für die Kirche zur Unbefleckten Empfängnis Mariä gelegt, die 1863 von Bischof Franz Joseph Rudigier geweiht wurde. Anfangs eine Filiale von Klaus, wurde Steyrling 1886 zur eigenständigen Pfarre erhoben.

## Verkehr
Steyrling ist durch eine von der Pyhrnpassstraße abzweigende Bezirksstraße erschlossen, der Bahnhof an der Pyhrnbahn wurde mit 15. Dezember 2024 geschlossen. Das Dorfmobil Klaus-Steyrling-Kniewas verbindet den Ort mit den anderen Ortsteilen der Gemeinde.